# Пожар в хосписе «Второй дом»
Пожар в хосписе «Второй дом» произошёл в ночь на 11 мая 2020 года в Красногорске в Подмосковье. Пожар унёс жизни 12 человек.

## Ход событий
Сообщение о возгорании поступило на пульт пожарной охраны в 23:59 мск 10 мая. Очаг пожара находился на втором этаже здания. Возгорание полностью потушили в 01:09 мск 11 мая. Всего в доме проживали 29 пенсионеров в возрасте от 66 до 97 лет. На месте пожара погибли 9 постояльцев, ещё двое скончались в ночь на 12 мая. Позднее число жертв увеличилось до 12.

## Расследование
По данным источника в экстренных службах, причиной пожара могла стать неисправность водонагревателя. При этом, по предварительным данным СК, причиной пожара явилась неисправность электропроводки.
Возбуждено уголовное дело по признакам преступления, предусмотренного ч. 3 ст. 238 УК РФ (выполнение работ или оказание услуг, не отвечающих требованиям безопасности, повлекшее по неосторожности смерть двух или более лиц). Проверки пожарной безопасности и санитарного состояния в хосписе не проводились, так как он не был зарегистрирован, сообщил источник в правоохранительных органах.
Следователи задержали организатора хосписа Дмитрия Новикова. Хоспис не был зарегистрирован как объект с массовым круглосуточным пребыванием людей, поэтому его не проверяли на соответствие требованиям пожарной безопасности и санитарным нормам. Сейчас установлено, что собственник не принимал никаких мер по соблюдению требований пожарной безопасности. В частности, коттедж не был оборудован никакими системами противопожарной защиты, а персонал не знал, как правильно действовать в случае пожара.
2 августа 2021 года организатор дома престарелых был приговорён к 6 годам и 5 месяцам колонии общего режима.